# Haus Liebrecht (Hannover)

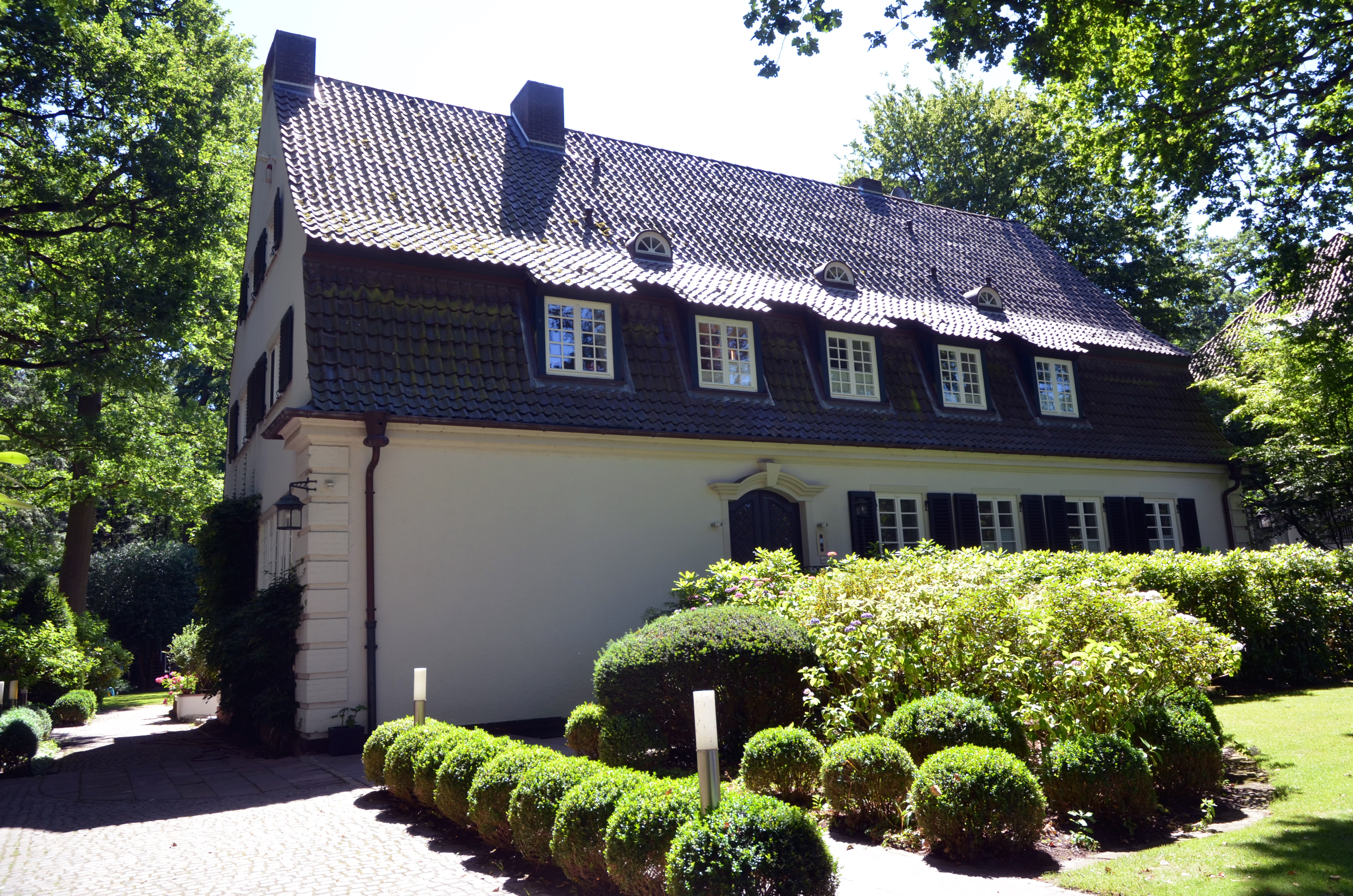
Das nach der Familie des Landesforstmeisters Walter Liebrecht benannte Haus in Kleefeld nahe der Eilenriede

Das Haus Liebrecht in Hannover ist ein denkmalgeschütztes Einfamilienhaus im hannoverschen Stadtteil Kleefeld. Das villenartige Gebäude unter der Adresse Schopenhauerstraße 28 nahe der Eilenriede wurde Anfang der 1920er Jahre ursprünglich für den Landesforstmeister Walter Liebrecht nach Plänen des Architekten Paul Bonatz erbaut, der vor Ort zuvor schon die Stadthalle errichtet hatte.

## Geschichte und Beschreibung
Der im Ministerium für Landwirtschaft, Domänen und Forsten beschäftigte Oberförster Walter Liebrecht, der schon zu Beginn der Weimarer Republik 1919 „im Auftrage der Regierung bei der Einleitung der Reparationsverhandlungen in Versailles und Paris mittätig“ gewesen war, war 1923 durch den Provinziallandtag Hannover einstimmig zum Landesforstmeister für die Provinz Hannover gewählt worden. Noch im selben Jahr und bis 1924 ließ Liebrecht für sich und seine Familie nahe der Eilenriede und nahe dem etwa zeitgleich in derselben Straße entstandenen Haus der Jäger durch den Architekten Paul Bonatz ein eigenes Haus mit dem Charakter eines Forsthauses errichten. Dabei entstand ein in der Tradition der Stuttgarter Schule stehendes repräsentatives Einfamilienhaus im Landhausstil auf erhöhtem Erdgeschoss unter einem mächtigen Mansardgiebeldach. Diese typisch dem Heimatstil verpflichtete Wohnhausarchitektur des Architekten lässt sich unter anderem mit der von Bonatz in Stuttgart von 1910 bis 1911 errichteten ehemaligen Villa Kopp und dem ebenfalls in Stuttgart 1922 erbauten Wohnhaus Bonatz vergleichen. Ähnlich sind hier insbesondere die verwendeten Baumaterialien und die traditionellen Bauformen. So wurde der Baukörper des Liebrechtschen Hauses mit seinen Fensterreihungen im Hauptgeschoss und dem langgestreckten Mansardgiebeldach stark horizontal entwickelt.
Abweichend weist das Haus Liebrecht aufgrund des seinerzeitigen Grundwasserstandes auf hohem Kellersockel ein erhöhtes Erdgeschoss auf, in dem sich großzügige Wohnräume, darunter das Herrenzimmer und das Damenzimmer mit seiner großen Fensterfront finden, außerdem der Wirtschaftsteil des Gebäudes. Schlafzimmer und Badezimmer sind hingegen im Obergeschoss untergebracht.
Noch während der Weimarer Republik verzeichnete die Deutsche Dendrologische Gesellschaft ihr Mitglied „Frau Liebrecht, Landesforstmeister“ im Jahr 1929 unter der Adresse „Schopenhauer Str. 8“.
Zur Zeit des Nationalsozialismus traf sich ein Teil der Mitglieder des 1937 aufgelösten Rotary Clubs Hannover auch noch während des Zweiten Weltkrieges informell im Hause Liebrecht. Hier berichtete der Mediziner Karl Westphal erstmals über seine nicht von der NS-Kriegspropanda gefilterten Erlebnisse bei der Schlacht von Stalingrad.
Der Schriftsteller Curd Ochwadt war 1972 in den Études rimbaldiennes mit Wohnsitz in der Schopenhauerstraße 28 verzeichnet, während Walter Liebrechts Tochter Ruth, verwitwete Gräfin von Bothmer, noch in der zweiten Hälfte der 1970er Jahre die forsthausähnliche Immobilie bis 1981 bewohnte. 1981 erwarb das Haus Frau Ulrike Schwarzbeck geb. zur Nieden, sanierte den Garten, baute es zum 2-Familienhaus um und lebte mit ihrer Familie dort bis 1988.